# Lega Nazionale B 2015-2016 (calcio femminile)
La Lega Nazionale B 2015-2016, campionato svizzero femminile di seconda serie, si concluse con la promozione del Derendingen.

## Classifica finale
|  | Pos. | Squadra             | Pt | G  | V  | N | P  | GF | GS | DR  |
|  | ---- | ------------------- | -- | -- | -- | - | -- | -- | -- | --- |
|  | 1.   | Zurigo U-21         | 49 | 18 | 16 | 1 | 1  | 68 | 22 | +46 |
|  | 2.   | Aarau               | 32 | 18 | 9  | 5 | 4  | 51 | 38 | +13 |
|  | 3.   | Derendingen         | 31 | 18 | 9  | 4 | 5  | 36 | 30 | +6  |
|  | 4.   | Femina Kickers Worb | 29 | 18 | 8  | 5 | 5  | 52 | 36 | +16 |
|  | 5.   | Thun Berner Oberl.  | 28 | 18 | 8  | 4 | 6  | 36 | 34 | +2  |
|  | 6.   | Therwil             | 25 | 18 | 7  | 4 | 7  | 26 | 25 | +1  |
|  | 7.   | Chênois             | 24 | 18 | 6  | 6 | 6  | 40 | 38 | +2  |
|  | 8.   | Schlieren           | 18 | 18 | 4  | 6 | 8  | 32 | 35 | -3  |
|  | 9.   | Rapperswil-Jona     | 14 | 18 | 3  | 5 | 10 | 28 | 37 | -11 |
|  | 10.  | Gambarogno          | 0  | 18 | 0  | 0 | 18 | 10 | 94 | -84 |

Legenda:

      Va agli spareggi promozione/retrocessione con la Lega Nazionale A.
       Ammessa al girone di relegazione.
Note:

Tre punti a vittoria, uno a pareggio, zero a sconfitta.
La classifica viene stilata secondo i seguenti criteri:
- Punti conquistati
- Differenza reti generale
- Reti totali realizzate
- Punti conquistati negli scontri diretti
- Differenza reti negli scontri diretti
- Reti realizzate negli scontri diretti

## Girone di relegazione

### Classifica finale
|  | Pos. | Squadra             | Pt | G | V | N | P | GF | GS | DR  |
|  | ---- | ------------------- | -- | - | - | - | - | -- | -- | --- |
|  | 1.   | Zurigo U-21         | 42 | 7 | 5 | 2 | 0 | 24 | 12 | +12 |
|  | 2.   | Femina Kickers Worb | 27 | 7 | 4 | 0 | 3 | 20 | 14 | +6  |
|  | 3.   | Therwil             | 26 | 7 | 4 | 1 | 2 | 18 | 16 | +2  |
|  | 4.   | Schlieren           | 25 | 7 | 5 | 1 | 1 | 23 | 11 | +12 |
|  | 5.   | Thun Berner Oberl.  | 23 | 7 | 3 | 0 | 4 | 18 | 14 | +4  |
|  | 6.   | Chênois             | 16 | 7 | 1 | 1 | 5 | 14 | 19 | -5  |
|  | 7.   | Rapperswil-Jona     | 16 | 7 | 2 | 3 | 2 | 16 | 13 | +3  |
|  | 8.   | Gambarogno          | 0  | 7 | 0 | 0 | 7 | 2  | 36 | -34 |

Legenda:

      Relegata in Prima Lega 2016-2017.
Punti iniziali: Zurigo U-21 25, Femina Kickers Worb 15, Thun Berner-Oberland 14, Therwil 13, Chênois 12, Rapperswil-Jona e Schlieren 9, Gambarogno 0.
Note:

Tre punti a vittoria, uno a pareggio, zero a sconfitta.
I punti sono comprensivi della metà di quelli conseguiti nel girone di qualificazione, arrotondati per difetto se dispari.

## Girone di relegazione/promozione

### Classifica finale
|  | Pos. | Squadra     | Pt | G | V | N | P | GF | GS | DR |
|  | ---- | ----------- | -- | - | - | - | - | -- | -- | -- |
|  | 1.   | Yverdon     | 14 | 6 | 4 | 2 | 0 | 15 | 6  | +9 |
|  | 2.   | Derendingen | 8  | 6 | 2 | 2 | 2 | 8  | 9  | -1 |
|  | 3.   | San Gallo   | 8  | 6 | 2 | 2 | 2 | 7  | 9  | -2 |
|  | 4.   | Aarau       | 3  | 6 | 1 | 0 | 5 | 9  | 15 | -6 |

Legenda:
      Promossa in Lega Nazionale A 2016-2017
      Retrocessa in Lega Nazionale B 2016-2017
Note:

Tre punti a vittoria, uno a pareggio, zero a sconfitta.
La classifica viene stilata secondo i seguenti criteri:
- Punti conquistati;
- Minor numero di punti di penalizzazione nella graduatoria di disciplina (RG art. 48).